# Scinax carnevallii
Scinax carnevallii es una especie de anfibios de la familia Hylidae. Es endémica de Brasil.
Sus hábitats naturales incluyen bosques tropicales o subtropicales secos y a baja altitud, lagos de agua dulce y marismas de agua dulce. Está amenazada de extinción por la destrucción de su hábitat natural.